# Georges Sabra
George Sabra (àrab: جورج صبرة, Jūrj Ṣabra) (Qatana, Síria, 11 de juliol de 1947) és president del Consell Nacional Sirià, el principal grup d'oposició a Síria, càrrec pel qual va ser escollit al novembre de 2012. Sabra és cristià ortodox i excomunista.
Nascut a una família cristiana a la ciutat de Qatana a la Governació de Damasc Rural. Va obtenir el Grau de Geografia a la Universitat de Damasc el 1971 i un Grau en sistemes de tecnologia educativa a la Universitat d'Indiana el 1978. De llavors ençà treballaria com a professor de geografia i com un guionista audiovisual. Va escriure els guions de la versió en àrab de l'espectacle infantil "Barri Sèsam" de la Children's Television Workshop.
Sabra ha estat políticament actiu en el moviment d'oposició sirià des de la dècada de 1970 del segle xx. El 1970 va passar a formar part del bureau del Partit Comunista Sirià i l'any 1985 seria elegit membre del seu Comitè Central. Seria arrestat el 1987 durant una de moltes actuacions repressives del govern contra el partit i restaria empresonat durant vuit anys. Uns quants anys després de la seva posada en llibertat, el 2000, va ser escollit per representar el partit en l'Assemblea Democràtica Nacional, una coalició de partits d'esquerres que s'havia format el 1979, i posteriorment seria escollit membre del Comitè Central de l'assemblea. El novembre de 2012 va ser escollit com a president del Consell Nacional Sirià i quan aquest es va ampliar amb la incorporació de diversos grups d'oposició així com forces que actuen sobre el terreny formant la Coalició Nacional per a les Forces de l'Oposició i la Revolució Síria va passar a ser-ne un dels tres vice-presidents.